# Tanatología

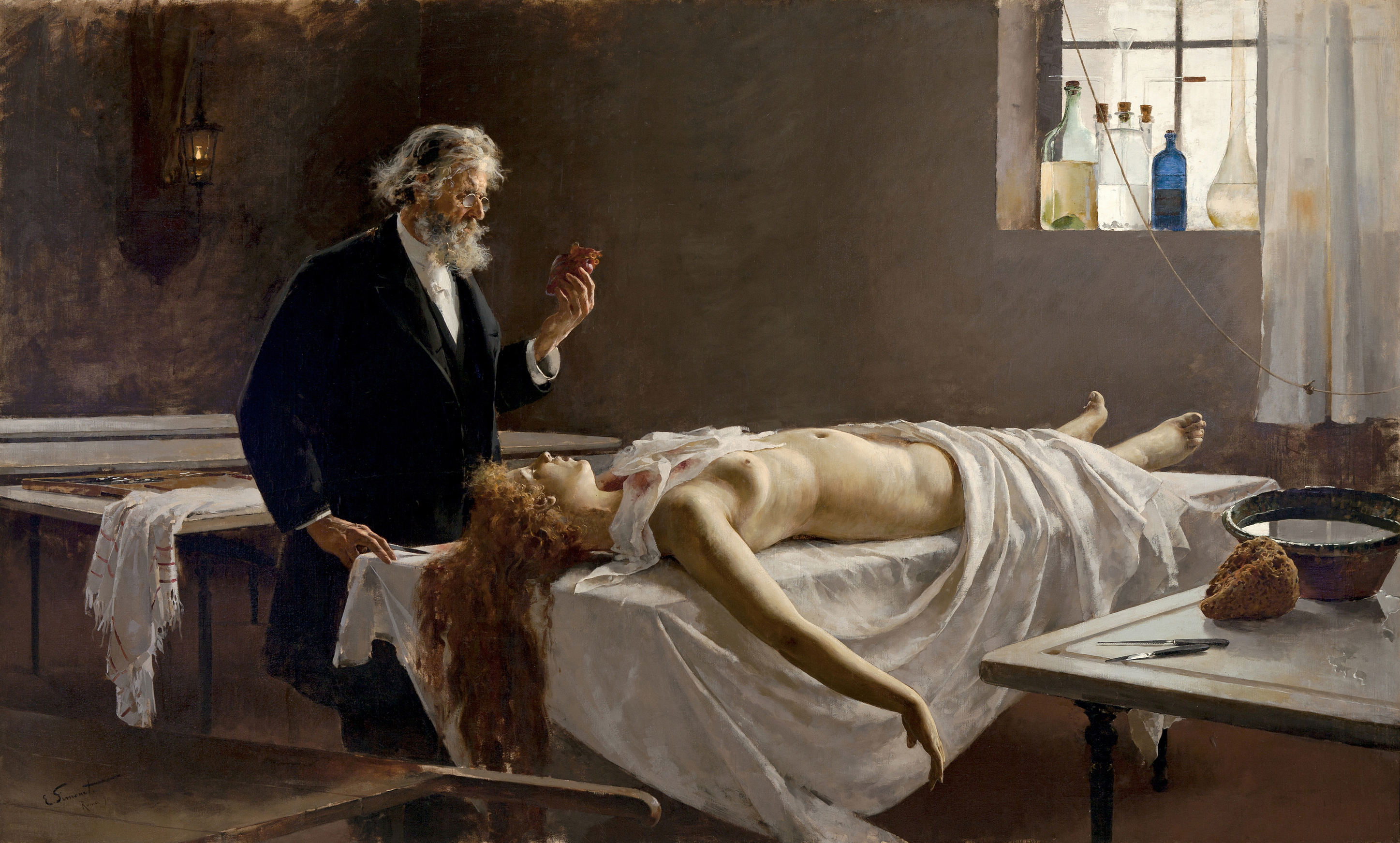
La autopsia (1890) de Enrique Simonet.

La tanatología es una disciplina integral que aborda todo lo relacionado con el fenómeno de la muerte en el ser humano: la pérdida, el sufrimiento psicológico, las relaciones significativas del enfermo, el dolor físico, las voluntades anticipadas, los aspectos legales, la observancia del trato humanitario que ha de brindarse al paciente moribundo y el apoyo en el acompañamiento para él y su cuidador, ya que la pérdida la sufren ambos. Aplica el método científico o técnicas forenses, tratando de resolver y enfrentar las situaciones conflictivas que suceden en torno a ella, desde distintos ámbitos del saber, como son la medicina, la enfermería, la psicología, la antropología física, la religión y el derecho.
Pretende curar el dolor de la muerte y de la desesperanza tanto del enfermo terminal como de sus familiares y de aquellas personas que, por diferentes motivos, tengan ideación o conductas suicidas, con base en la prevención y la intervención. No aboga por una actitud de dar meros consejos o consuelos. Por lo demás, "Ayudar a bien morir" será una meta tanatológica cuando la muerte de un paciente está cercana, pero "no" la finalidad principal.

## Definición etimológica
El término tanatología deriva del griego antiguo (θάνατος, "muerte"; logos, definición o tratado). En la mitología griega, Thanatos es la personificación de la muerte.
Desde la perspectiva psicológica está enfocada a establecer, entre el enfermo en tránsito de muerte, su familia y el personal médico que lo atiende, un lazo de confianza, seguridad y bienestar, además de propiciar en el paciente terminal los cuidados necesarios que le aseguren una muerte digna y en paz.

## Objetivos
Los objetivos de la tanatología se centran en la calidad de vida del enfermo terminal, y evitar la prolongación innecesaria de la vida, así como su acortamiento prematuro, propiciando una muerte adecuada, que se caracteriza por las siguientes acciones:
- atención al sufrimiento psicológico;
- atención a las relaciones significativas del enfermo;
- atención del dolor físico;
- atención al sufrimiento espiritual;
- atención a las últimas voluntades;
- atención a los aspectos legales.

Una característica importante de la tanatología como rama de la medicina consiste en facilitar al enfermo terminal todos los cuidados paliativos necesarios en cualquier ámbito de acción y ayudar a la familia del enfermo a sobrellevar y elaborar el proceso de duelo producido por la muerte de este.
La medicina forense estudia y determina las causas de la muerte, sus mecanismos y su data de producción, entre otros, ayudando así a la resolución de conflictos legales que se pueden generar por esta muerte.

## El tanatólogo
Aquella persona especializada, cuya función es dar acompañamiento y seguimiento durante y después del proceso de pérdida que vive una persona.

### Sus principales centros de atención
- enfermo terminal
- persona en proceso de duelo
- familiares de persona en proceso de duelo
- equipo médico
- intervención en crisis de suicidio
- amigos, personas cercanas
- el duelo en sí mismo

### Cualidades y aptitudes
- aceptación
- no juzgar.
- escucha atenta
- preparación
- paciencia
- compasión
- empatía
- honestidad
- flexibilidad
- espiritualidad
- confidencialidad
- entereza

## Periodos de muerte
Existe un equilibrio químico, físico y biológico, y en el momento de la muerte no se da un rompimiento inmediato, sino que se pasa por varias fases:[cita requerida]
- Muerte aparente: Es aquella en la que aparentemente desaparecen los fenómenos vitales. Disminuyen los latidos cardiacos, la respiración y la tensión, hasta llegar a un estado de inconsciencia. El sistema nervioso está en menor densidad y menos reflejos.
- Muerte relativa: Prolongación de la agonía, se suspenden de forma efectiva y duradera las funciones nerviosas, circulatorias y la respiración, siendo posible todavía, mediante maniobras de reanimación, la recuperación en algunos casos.
- Muerte intermedia: Fase en la que se eliminan constantemente actividades biológicas en órganos y tejidos, lo que hace imposible poder regresar a la vida un organismo entero.
- Muerte absoluta: En esta fase, las actividades de los órganos se eliminan de una forma total.

## Tipos de muerte
- Muerte por proceso de enfermedad terminal: Proceso en el que el organismo va sufriendo daños lentamente hasta el grado de llegar a la muerte; existen tratamientos médicos que hacen que la vida solo se alargue por un periodo determinado de tiempo.[4]
- Muerte repentina o súbita: A diferencia de la muerte de proceso terminal, se da en un periodo muy corto de tiempo, y la vida acaba rápidamente.[4]
- Muerte violenta: Proceso en el cual el organismo sufre daños externos muy severos que acaban con la vida, ya sea instantáneamente o lentamente; puede ser causada por diferentes factores: accidentales, suicidas y homicidas.[4]

## Elisabeth Kübler-Ross
La muerte siempre sucede y hemos aprendido a lo largo de la vida que este suceso inevitablemente pasará. Sin embargo, también podemos llegar a aprender que es posible llenar de sentido una pérdida y dar significado a una muerte o la oportunidad de un nuevo comienzo. Elisabeth Kübler-Ross menciona, en su libro La muerte: un amanecer, las cinco fases del duelo:

### Fases del duelo
Elisabeth Kübler-Ross, pionera de la tanatología, escribió su libro Sobre la muerte y los moribundos, con base en una serie de investigaciones que llevó a cabo en hospitales, y al hablar de las fases del duelo, se centra más en enfermos terminales, aunque también menciona la muerte.
Elisabeth Kübler-Ross menciona cinco fases durante el duelo (Modelo de Kübler-Ross), y las llama:
1. Negación y aislamiento. Durante la primera etapa del duelo, “Negación y aislamiento”, uno se opone a la idea de que tiene una enfermedad mortal o puede ser también que el paciente se aísle del resto de la gente, reacciones consideradas como normales y como una forma de protección provisional a sí mismo, las cuales serán más tarde sustituidas por una aceptación parcial. La negación puede funcionar como un amortiguador después de una noticia tan impresionante o inesperada como ésta. Es necesario pasar por esta fase para suavizar el dolor.
2. Ira. La “Ira” —segunda fase— sustituye la negación que tiene el paciente, por los sentimientos de rabia, coraje, envidia y resentimiento; aquí surgen todos los por qué; los pacientes moribundos suelen quejarse por todo, todo les parece mal y es criticable, pudiendo responder después con culpa, vergüenza, dolor y lágrimas. Fase difícil pues la ira se desplaza en todas direcciones, incluso injustamente, y en muchas ocasiones los que están cerca del enfermo no se preguntan el porqué de su ira y la toman personalmente, cuando esto es en verdad parte del proceso. Recomienda a quienes rodean al paciente no reaccionar con más ira pues esto puede provocar una conducta hostil en él y aconseja, en lugar de esto, aceptar la ira irracional del afectado, entendiendo que al expresarla le ayudará a aceptar mejor su pérdida.
3. Pacto o discusión. Elisabeth Kübler Ross llama a la tercera etapa, “Pacto” porque como el enfermo no ha sido capaz de afrontar la verdad durante la primera fase, y se ha enojado con los demás en la segunda fase, surge ahora la necesidad de querer llegar a un acuerdo para procurar superar esa desagradable vivencia por la que está pasando. Menciona Kübler Ross que, durante sus investigaciones, la mayoría de los pacientes, el pacto lo hacían con Dios.
4. Depresión. Después de haber pasado por las fases anteriores, el paciente pasa por una etapa de depresión, de tristeza profunda y todos los sentimientos anteriores pasan a ser sustituidos por una sensación de pérdida, por esto, la cuarta etapa del duelo es llamada “Depresión”. Kübler Ross recomienda que el moribundo viva este sentimiento y aconseja a las personas cercanas a este, no alentar al enfermo a que vea el lado positivo de la situación, pues eso evitaría que el moribundo pensara en su propia muerte; sería absurdo decirle esto cuando los demás también se ponen tristes al perder a un ser querido. Si se vive esta etapa y se enfrenta el dolor que consigo lleva, al enfermo le será más fácil aceptar la realidad.
5. Aceptación. “La aceptación” (quinta fase), llega cuando todas las demás se han experimentado; el enfermo no se sentirá abatido ni enfadado por su “destino”. Sin embargo, no significa que aceptación sea sinónimo de felicidad, más bien es como si el dolor no existiera más. En esta etapa es normal que el doliente se sienta débil o cansado y por ello tenga la necesidad de dormir o descansar, aunque de diferente manera que, en el proceso de depresión, ahora es con tranquilidad, muy parecido al sueño de un bebé recién nacido. Comienza a sentirse una cierta paz, pudiendo estar bien ya sea solo o acompañado, la vida se va imponiendo.

Existe un movimiento llamado hospice, que muestra que la persona que se encuentra en un estado terminal y su familia tienen el derecho a que se le dé atención tanto física como psicológica, tomando diferentes aspectos como pueden ser: tratar al enfermo como persona y no como objeto, controlar todo malestar causado por la enfermedad, el enfermo tiene derecho a saber todo su tratamiento y sus cuidados, el enfermo tiene la decisión de seguir con su tratamiento o simplemente cancelarlo, es importante que el enfermo esté acompañado por un grupo de tanatólogos y su familia.

## Tanatoterapia

Tanatoterapia.

La tanatoterapia es un método de psicoterapia orientada al cuerpo, que tiene como objetivo brindar al paciente asistencia psicoterapéutica en el área de su contacto con los procesos de morir y de la muerte.